# Janusz Fekecz
Janusz Ludwik Fekecz (ur. 14 stycznia 1931 w Wilnie, zm. 5 lutego 2024) – polski dyplomata, działacz partyjny i tłumacz, ambasador w Belgii (1980–1984) i Tunezji (1990–1995).

## Życiorys
Urodził się w rodzinie inteligenckiej Ludwika i Amelii. W latach 1950–1953 oraz 1959–1961 studiował na Wydziale Dyplomatyczno-Konsularnym Szkoły Głównej Służby Zagranicznej. Dyplom uzyskał w 1961.
W latach 1948–1955 działał w Związku Młodzieży Polskiej. W styczniu 1955 został członkiem Polskiej Zjednoczonej Partii Robotniczej. 1 grudnia 1952 rozpoczął pracę w Wydziale Historii Partii Komitetu Centralnego PZPR. Od kwietnia 1955 do 1995 pracownik Ministerstwa Spraw Zagranicznych. Przebywał m.in. na placówkach w Brukseli (1955–1960), Rzymie (1962–1967) i Madrycie (1970–1974). W ramach struktur partyjnych był członkiem egzekutywy podstawowej organizacji partyjnej przy Konsulacie Generalnym w Brukseli oraz I sekretarza POP przy Ambasadzie w Rzymie. W centrali m.in. starszy radca (1960–1962), starszy radca i naczelnik wydziału (1967–1970), radca ministra (1974–1976), dyrektor Departamentu Europejskiego (1978–1980, 1985–1990). ambasador PRL w Belgii (1980–1984) oraz RP w Tunezji (5 września 1990–21 września 1995). Wraz z powrotem z Tunisu przeszedł na emeryturę. Następnie zajął się tłumaczeniem książek z francuskiego i włoskiego.
Jego żoną była Kazimiera Fekecz z domu Kosiła (1930–2004), tłumaczka literatury hiszpańskiej. Pochowany na Cmentarzu Komunalnym Północnym w Warszawie.

## Tłumaczenia
- Lorenzo Pinna(inne języki), Wszechświat, Warszawa : Bellona, 2000, ISBN 83-11-09071-8.
- Lorenzo Pinna, Podbój kosmosu, Warszawa : Bellona, 2000, ISBN 83-11-09068-8.
- Luca Fraioli, Materia, Warszawa : Bellona, 2000, ISBN 83-11-09067-X.
- Giovanni Carrada, Ewolucja człowieka, Warszawa : Bellona, 2000, ISBN 83-11-09157-9.
- Lorenzo Pinna, Podbój kosmosu, Warszawa : Bellona, 2000, ISBN 83-11-09157-9.
- Vittorio Giudici, XX wiek : punkty zwrotne w historii ludzkości, Warszawa : Bellona, 2000, ISBN 83-11-09089-0.
- Renzo Rossi(inne języki), Starożytny Egipt : historia, społeczeństwo, religia, Warszawa : Bellona, 2000, ISBN 83-11-09150-1.
- Giorgio Bacchin(inne języki), Giacinto Gaudenzi(inne języki), Ivan Stalio, Historia techniki : człowiek tworzy swój świat, Warszawa : Bellona, 2000, ISBN 83-11-09131-5.
- Christopher Dobson, Jacques Legrand (red.), Józef Stalin, Warszawa : Bellona, 2000, ISBN 83-11-08968-X.
- Alain Decaux(inne języki), Sekrety historii, t. 1 i 2, Warszawa : Bellona, 2001, ISBN 83-11-09207-9.
- Alain Decaux, Churchill zwany Lwem, Warszawa : Bellona, 2008, ISBN 978-83-60339-44-2.